# Berecz Anna (újságíró)
Berecz Anna, Mohai Györgyné (Budapest, 1951. december 14. –) magyar újságíró, televíziós, rádiós szerkesztő-riporter, műsorvezető, közgazdász.

## Életpályája
Budapesten született 1951-ben. A Marx Károly Közgazdaságtudományi Egyetem közlekedés szakán 1975-ben szerzett okleveles közgazdász diplomát. 1971-1975 között egyetemi tanulmányai mellett külsősként dolgozott a Magyar Televízió Híradó Fotó Archívumában, fotó-és diaarchívum dokumentátorként. Újságíróként a MÜOSZ Újságíró-iskolájában végzett, 1978-ban kapott diplomát. 1991-ben 6 hetes kurzuson vett részt Londonban, a BBC-nél (Training Course). 
1975-től  1990-ig a Matúz Józsefné főszerkesztő által vezetett TV-Híradó szerkesztőségében szerkesztő-riporter volt, majd az 1980-as évek közepétől műsorvezető is. A gazdaság, az ipar, a kereskedelem és a pénzügyi témák volt a fő szakterülete. Közben 1982-től három évig férjével és gyermekeivel Etiópiában, Addisz-Abebában élt, ahol a nagykövetségen titkárnőként dolgozott.
1991-1992 között a Televízió A Reggel című információs magazinműsorában a gazdasági rovat vezetőjeként és műsorvezetőként dolgozott.
1990-ban egyik alapítója volt az Esti Egyenleg című hírműsornak, ahol szerkesztő riporter és műsorvezető volt 1993.-ig.  
1995-1996 között az  Objektív című  hír- és háttérműsorban volt szerkesztő, gazdasági rovatvezető és műsorvezető. 1995-2000 között a Rádió Bridge Forintos percek című reggeli gazdasági és pénzügyi információs műsorát szerkesztette és vezette.
1996-1999  között a Magyar Rádió Mindennapi gazdaság című gazdasági hírműsorában dolgozott mint szerkesztő és műsorvezető. 
1997-1998-ban a Magyar Televízióban az Aktuális című háttérműsort szerkesztette. 1998-2000 között a Szabad Verseny című gazdasági hír- és  riportmagazin, és a Mélyvíz című műsorsorozat szerkesztője, és műsorvezetője volt. 1997-2000  között  a Kormányváró  és  a Parlamenti Napló című műsorok szerkesztője, műsorvezetője volt.
2000-2002 között a Bank és Tőzsde című pénzügyi és üzleti hetilap főmunkatársa volt. 2001-2002-ben a  Figyelő Fórum, konferencia-főszerkesztője volt.
2002-től Magyar ATV-nél szerkesztőként és műsorvezetőként dolgozott.
2004-2018 között a Klubrádió munkatársa volt, szerkesztőként és műsorvezetőként. Azóta a Klubrádió Hetes stúdió című műsorában a Megbeszéljük a hét eseményeit című műsorrésznek az egyik rendszeresen meghívott vendége.
2003-2004-ben a Gazdasági Rádiónál is dolgozott szerkesztőként és műsorvezetőként.
Férje dr. Mohai György közgazdász, egyetemi tanár. Két gyermekük született. 
Tagja a MÚOSZ-nak.

## Díjai, elismerései
- Pulitzer-emlékdíj (1993), csoportos
- Bossányi Katalin-díj (2004)